# Kato Zodeia
Zodeia (em grego:  Ζώδεια)  é uma vila localizada no distrito de Nicósia, Chipre. De acordo com o censo de 2011, sua população era de 3 317 habitantes. Atualmente sob controle do Chipre do Norte. 